# 高精度地図
高精度地図（こうせいどちず、英語: High-definition map、HD map）は、自動運転車および先進運転支援システム（ADAS）向けに設計された、極めて精密で詳細な地図である。通常のデジタル地図と比べ、道路の構造、車線、交通標識、縁石、トンネルの高さ、建物の正確な位置など、センチメートル単位の情報を含む。

## 概要
高精度地図は、GNSS（全地球測位システム）やカメラ、LiDARなどのセンサーデータを統合して作成される。これにより、自動車が自己位置を高精度で特定し、安全な運転を支援することが可能となる。
主な利用目的は以下のとおり：
- 車線レベルでのナビゲーション
- 交通標識や信号機の事前認識
- 渋滞情報や通行規制の反映
- 自動運転アルゴリズムの補完情報としての利用

## 特徴
高精度地図の主な構成要素には以下が含まれる：
- 静的オブジェクト（例：道路形状、縁石、ポール）
- 動的オブジェクトの履歴（例：一時的な工事区域）
- セマンティック情報（例：制限速度、進入禁止エリア）

多くのシステムは、HDマップとリアルタイムセンサー（LiDARやカメラなど）を照合し、地図上の自己位置や周囲状況を正確に把握する。

## 主な提供企業
- ダイナミックマッププラットフォーム（日本）
- HERE Technologies
- TomTom
- NVIDIA（Drive Map）
- Waymo
- 百度（Apolloプロジェクト）